# Erateina subjunctaria
Erateina subjunctaria är en fjärilsart som beskrevs av Walker 1862. Erateina subjunctaria ingår i släktet Erateina och familjen mätare. Inga underarter finns listade i Catalogue of Life.